# Nederlandsch Sportpark
El Nederlandsch Sportpark, conocido también como el Viejo Estadio (en neerlandés: Oude Stadion), fue un estadio multiusos ubicado en Ámsterdam, Países Bajos.

## Historia
Fue construido en 1913 e inaugurado un año después y fue un diseño de Harry Elte, quien ganó el concurso para el diseño del estadio un año antes. Por varios años fue conocido por ser el único estadio en Países Bajos que contaba con graderías construidas con ladrillos y fue el estadio principal de Ámsterdam hasta la construcción del Estadio Olímpico de Ámsterdam para los Juegos Olímpicos de Ámsterdam 1928.
El estadio contaba con capacidad para 29 000 espectadores y era utilizado principalmente para partidos de fútbol, y para eventos de ciclismo la capacidad era reducida a 17 000.
Fue sede de los Juegos Olímpicos de Ámsterdam 1928 en dos partidos de fútbol y en el hockey sobre hierba. El estadio fue demolido un año después para la construcción de un complejo habitacional.

## Galería

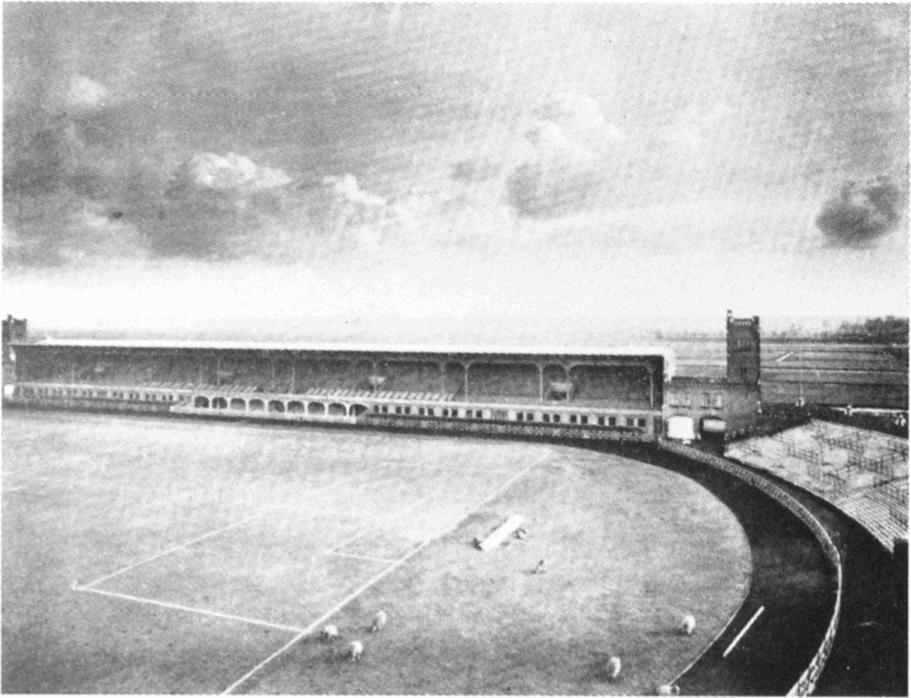
El Old Stadion en 1914.
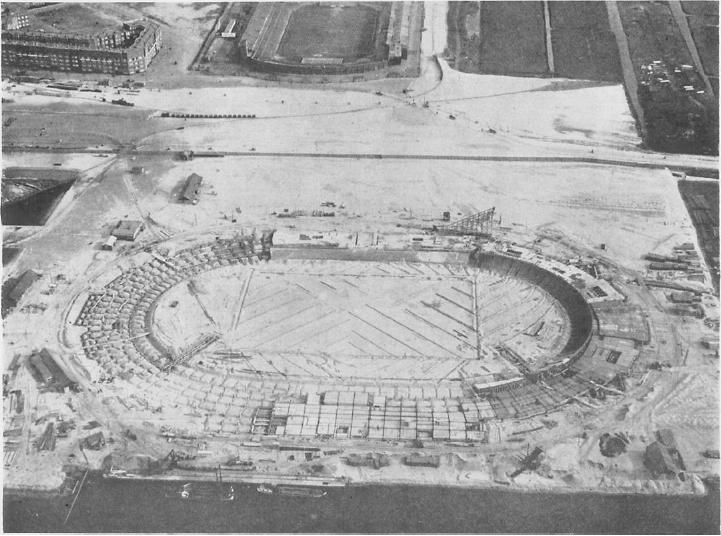
La Construcción del Amsterdam Olympic Stadium, junto al Old Stadion.
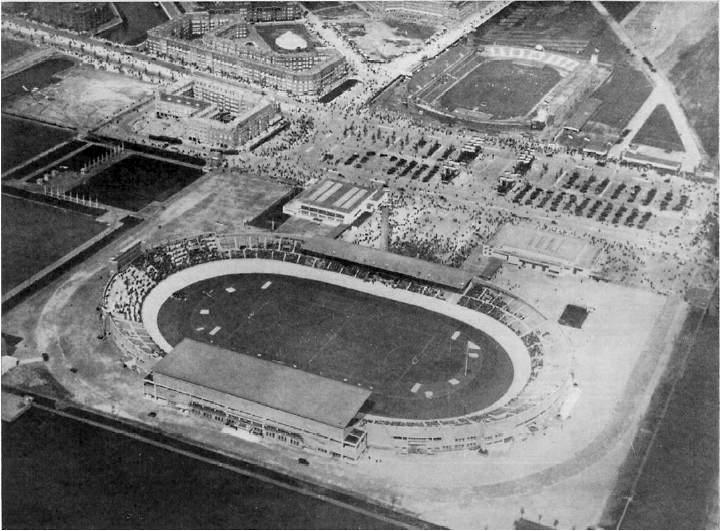
El Estadio Olímpico terminado junto al Old Stadion al fondo.